# Torquetum

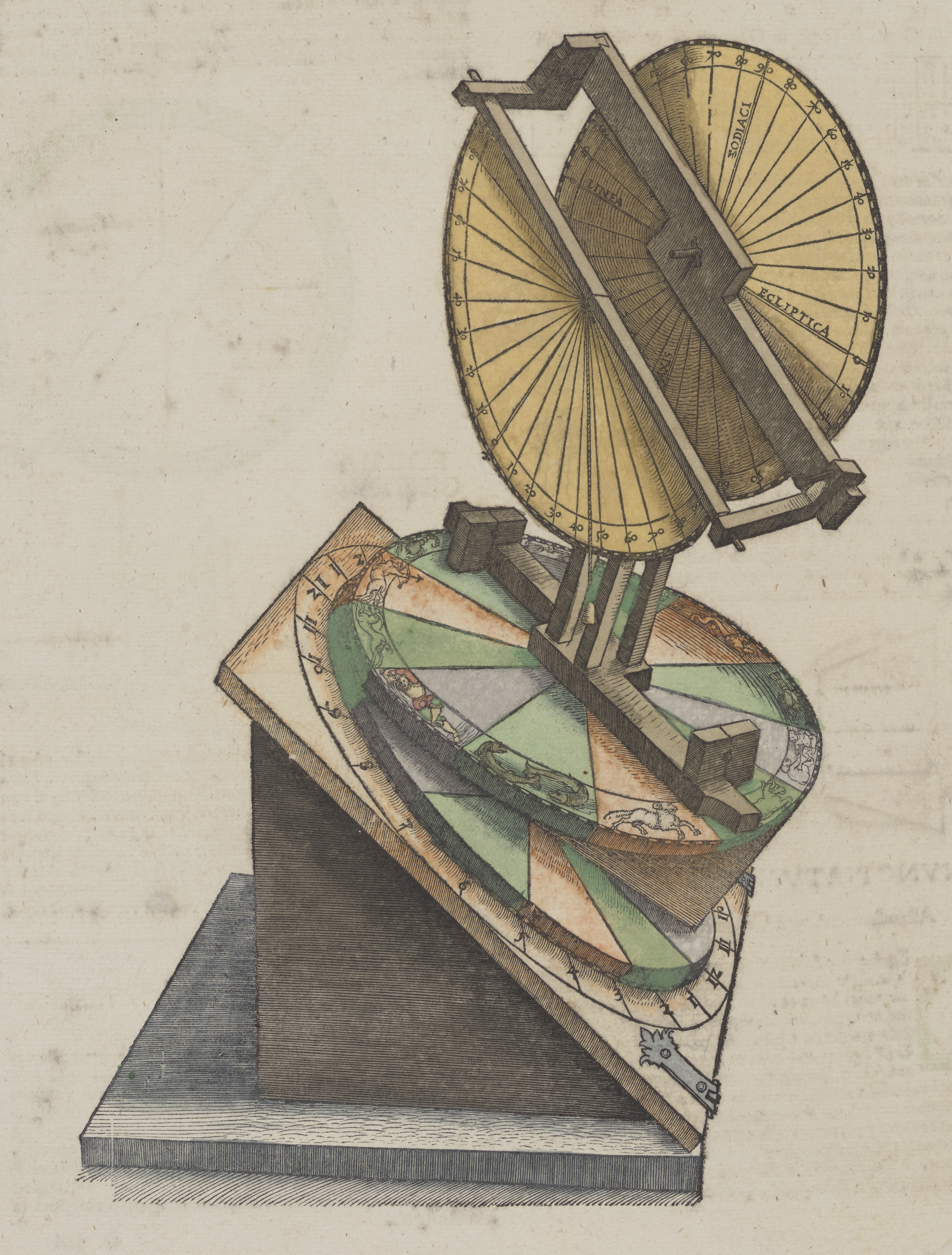
Torquetum

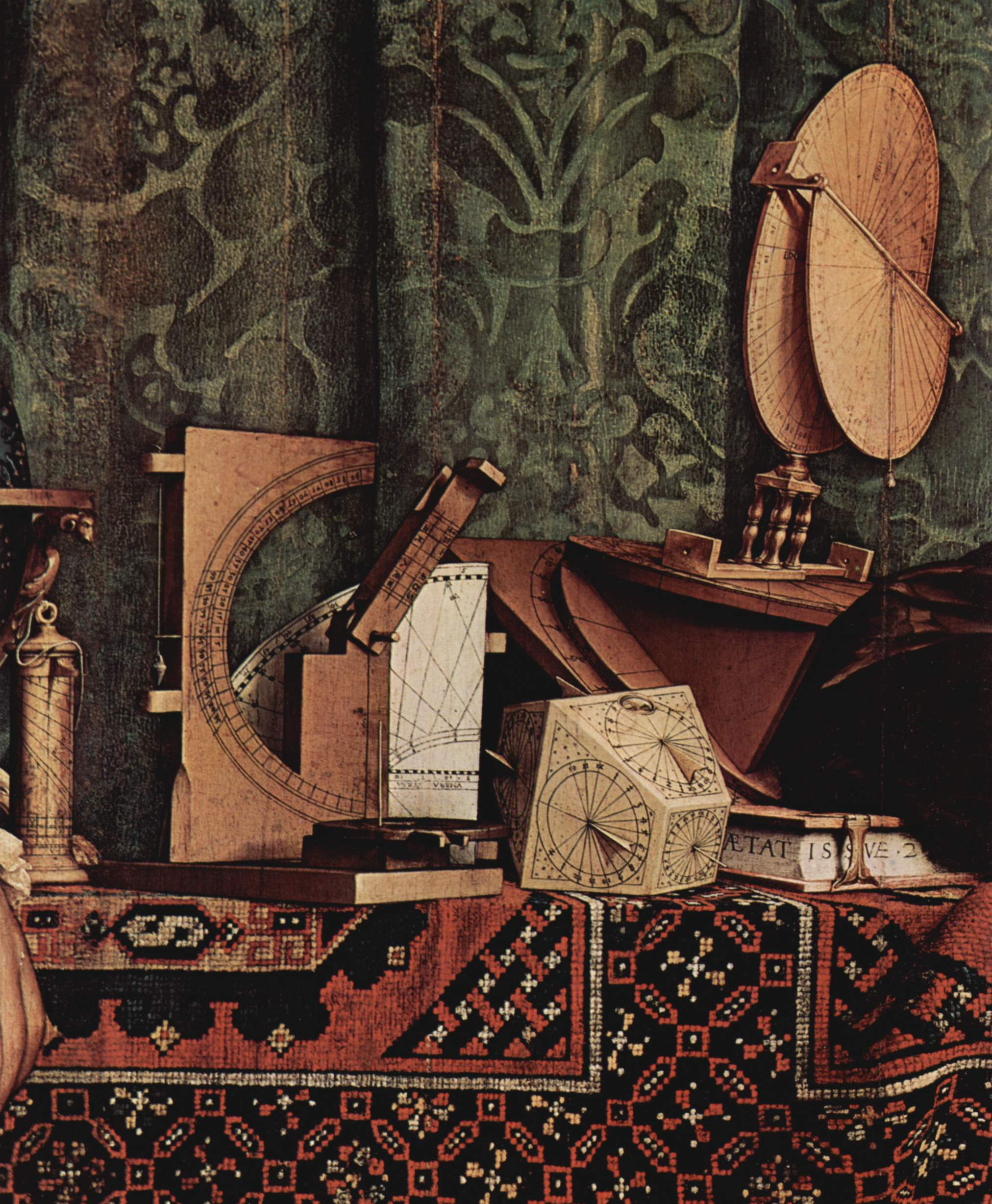
Fragment les Ambassadeurs.

Le torquetum ou le turquet est un instrument de mesure astronomique médiéval conçu pour prendre et convertir des mesures faites dans trois ensembles de coordonnées : horizontal, équatorial, et écliptique. Le torquetum permettait de calculer la position de corps célestes et de fixer l'heure et la date. Cet instrument composé de disques et de plateaux a été abandonné lorsque Galilée a eu l'idée de la lunette astronomique.
Un tel instrument a été décrit par Ptolémée - Ier siècle de l'ère chrétienne. Mais son inventeur connu est Jabir Ibn Aflah (Al-Andalus, XIIe siècle)
Un torquetum peut être vu sur le célèbre tableau les Ambassadeurs (1533) de Hans Holbein le Jeune. La peinture montre une grande partie des détails des inscriptions sur le disque et demi de disque, qui composent le dessus de ce genre particulier de torquetum.